# François Wartel

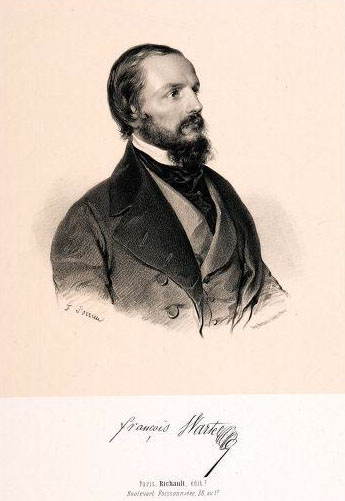
François Wartel.

Pierre François Wartel, född 3 april 1806 i Versailles, död 3 augusti 1882 i Paris, var en fransk operasångare och sångpedagog. 
Wartel erhöll som elev vid Pariskonservatoriet första pris i sångklassen 1829. Han inträdde 1831 vid Parisoperan som tenorsångare och lämnade denna plats efter omkring 15 års tjänstgöring. Han reste därefter till Tyskland samt uppträdde i Berlin, Prag och Wien. Efter att ha återkommit till Paris ägnade han sig uteslutande åt sångundervisning. Bland hans elever räknas Zelia Trebelli-Bettini, Emma Abbott och Kristina Nilsson. Han invaldes som ledamot av Musikaliska akademien i Stockholm 1869.